# 彭宇事件
彭宇事件（ペン・ユー<ポン・ユー、ほうう>じけん、Peng Yu事件）は、2007年4月1日に中華人民共和国の南京地区裁判所に提起された民事訴訟であり、徐寿蘭対彭宇事件または南京彭宇事件とも呼ばれている。転倒した老人が、自らを助けた男性に損害賠償を求める訴えを起こし、裁判で訴えが認められた本事件は、中国国内で人助けを行うリスクという懸念からモラル・ハザードを引き起こし、道路上で倒れている人を見捨てるようになり、遂には見殺しにする事態が発生するまでに影響した。

## 概要
2006年11月20日、南京市のバス停で転倒した徐寿蘭（Xu Shoulan、当時64歳）を発見した彭宇（Peng Yu、当時26歳）が、その老婆を救助し病院まで送り届け、診療費まで建て替えたものの、その後、徐から加害者として訴えられ、損害賠償金13万元を求められた。
裁判では原告の訴えが認められ、徐の損失の4割に相当する4万5876元を10日以内に全額支払うことを命じられた。彭は上訴したものの、2008年3月には1万元の補償金を支払うことで和解している。
和解の際に両者は秘密保持契約を結んだが、後に双方の同意のもと、南京市政法委員会の副書記である劉志偉が地元の雑誌で事件の詳細を公にした。これには、彭の罪の認定や裁判所での補償金合意の詳細が含まれていた。劉は、事件が深刻に誤解されていたため、当事者である両者が合意し、最初の詐欺の虚偽の主張によって引き起こされた初期の冷ややかな影響を矯正するために、彼らの事件の情報を公表することに同意したと述べた。なお、警察での取り調べの記録は、警察署のメンテナンスの過程で誤って紛失されている。
徐は、転倒したことで大腿骨骨折の怪我を負い、人工股関節置換術を行ったことで多大な支払いを迫られ、すでに検査費などの200元を立て替えていた彭に、治療費を含む諸費用を負担させることを目論んで訴訟していた。

## 事件の影響
一審の裁判では、具体的な証拠がないにも関わらず、裁判官は「（彭宇が）正義心からの行動なら、老人を助け起こす前にまず犯人を捕まえるはず」「被告は原告を突き飛ばしたことの後ろめたさから病院まで送った」という突拍子もない憶測をもって、彭宇を犯人と認定した。この判決やその後度重なる類似事件が報道されると、「倒れている老人を見ても、見て見ぬふりで助けない方が良い」という風潮が中国全土に広まった。
こうした風潮の最中で、「小悦悦事件」が発生した。この事件は、2011年10月13日の午後5時25分に、広東省仏山市南海区にある金物市場の細い通りで、当時2歳の幼女「王悦（愛称：悦悦）」が2台の自動車に轢かれて横たわっていたところを、18人の通行人が救助せずに無視し、19人目によって幼女は救助されたものの病院で死亡したものである。中国政府は同年、「老人の転倒時の技術関与指南」を公表したが、市民アンケートでは43％が「助けない」と答え、「助ける」と答えたのはわずか19％に留まっている。
また、2020年10月31日には山西省朔州市の雁門街で、交通事故を起こした現場から立ち去ろうとした夫を引き留めた妻が、夫にレンガ片で殴殺される事件が発生した。この時も、通行人は傍観し、中には動画を撮影してネット上に投稿する者まで現れた。
2017年3月に中国政府は、『中華人民共和国民法総則』に第184条として「自分の意思で緊急救助を実施して被救助者に損害を与えたとしても、救助者は民事責任を負うことはない」との規定を加えたが、前述の事件のように、事件への関与を避ける風潮は残っている。
また、本事件以降も同様の事件がしばしば発生し、助けられた側が助けた側を加害者として訴えるなど、当事者双方がそれぞれに食い違う主張を行って真相が解明できなくなっている事態を、ネット上では『羅生門』をもじって「お年寄りを助け起こす羅生門」と揶揄するようになり、本事件がその元祖であると認識されている。